# Targhe d'immatricolazione dell'Argentina
Le targhe d'immatricolazione dell'Argentina sono le targhe emesse per i veicoli immatricolati nel paese sudamericano. Per gli autoveicoli dal 2016 sono formate da due lettere, tre numeri e altre due lettere.

## 1972-1994

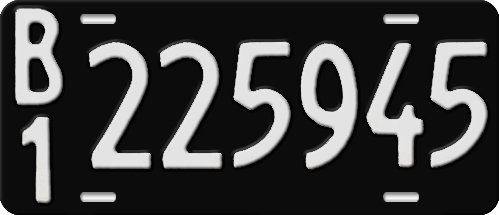
Una targa automobilistica argentina dal 1972 al 1994, con numero di sette cifre.

Dal 1972 al 1994 le targhe argentine erano formate da una lettera e sei numeri in bianco su sfondo nero. La lettera identificava la provincia (o la città, nel caso di Buenos Aires) d'immatricolazione. La lettera di solito era corrispondente alla prima lettera della provincia, ma per alcune province che iniziavano con la stessa lettera di altre, furono usate altre lettere (come, per esempio, X per Córdoba, P per Formosa, A per Salta, Q per Neuquén e N per Misiones.
Quando la provincia e la città di Buenos Aires superarono il milione di targhe emesse, fu aggiunta una settima cifra, posta sotto la lettera della provincia.
| Lettera | Nome                     |
| ------- | ------------------------ |
| C       | Buenos Aires (città)     |
| B       | Buenos Aires (provincia) |
| K       | Catamarca                |
| H       | Chaco                    |
| U       | Chubut                   |
| X       | Córdoba                  |
| W       | Corrientes               |
| E       | Entre Ríos               |
| P       | Formosa                  |
| Y       | Jujuy                    |
| L       | La Pampa                 |
| F       | La Rioja                 |
| M       | Mendoza                  |
| N       | Misiones                 |
| Q       | Neuquén                  |
| R       | Río Negro                |
| A       | Salta                    |
| J       | San Juan                 |
| D       | San Luis                 |
| Z       | Santa Cruz               |
| S       | Santa Fe                 |
| G       | Santiago del Estero      |
| V       | Tierra del Fuego         |
| T       | Tucumán                  |

## 1995-2016

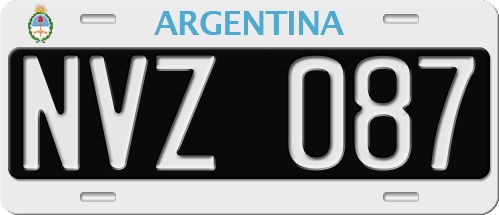
Targa argentina dal 1995.

Il 1º gennaio 1995 furono introdotte le nuove targhe, con numerazione a base nazionale, composta da tre lettere seguite da tre numeri.
Le lettere e i numeri sono in bianco su sfondo nero e con un contorno bianco con scritto "Argentina" in azzurro. Alcune targhe hanno una piccola "D" o "T" tra le lettere e i numeri, che significa che il prodotto è un duplicato di una targa precedente divenuta illeggibile o rubata.
Le dimensioni di queste targhe (come quelle della serie precedente) sono 30 cm di larghezza e 15 cm di altezza.

## La progressione
Le targhe destinate ai veicoli nuovi iniziarono con "AAA 000". Le combinazioni da "RAA 000" erano riservate ai veicoli immatricolati precedentemente, che furono tutti ritargati.
Evoluzione del formato ogni anno:
- 1º gennaio 1995: AA
- 1º gennaio 1996: AP
- 1º gennaio 1997: BD
- 1º gennaio 1998: BV
- 1º gennaio 1999: CO
- 1º gennaio 2000: DC
- 1º gennaio 2001: DQ
- 1º gennaio 2002: DX
- 1º gennaio 2003: EC
- 1º gennaio 2004: EH
- 1º gennaio 2005: ET
- 1º gennaio 2006: FI
- 1º gennaio 2007: GA
- 1º gennaio 2008: GV
- 1º gennaio 2009: HU
- 1º gennaio 2010: IN
- 1º gennaio 2011: JN
- 1º gennaio 2012: KU
- 1º gennaio 2013: LZ
- 1º gennaio 2014: NM
- 1º gennaio 2015: ON
- 1º gennaio 2016: PM
- 1º aprile 2016: debutto del nuovo formato.

Evoluzione del formato per lettera:
- A: gennaio 1995
- B: ottobre 1996
- C: marzo 1998
- D: novembre 1999
- E: maggio 2002
- F: giugno 2005
- G: dicembre 2006
- H: febbraio 2008
- I: aprile 2009
- J: luglio 2010
- K: maggio 2011
- L: febbraio 2012
- M: gennaio 2013
- N: agosto 2013
- O: luglio 2014
- P: luglio 2015
- Q, Y e Z: non utilizzate
- R, S, T, U, V, W e X: riservate alle reimmatricolazioni

## Dal 2016

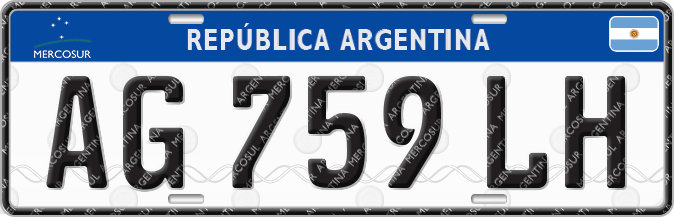
Targa argentina dal 2016.

Nell'ottobre 2014 è stata ufficialmente presentata un nuovo formato, conforme agli standard decisi dai paesi del Mercosur.
L'emissione effettiva, però, è iniziata soltanto il 1º aprile 2016.
Le nuove targhe hanno lettere, numeri e il contorno neri, sfondo bianco e una striscia blu orizzontale nella parte superiore con il nome del paese, la sua bandiera e il logo del Mercosur; l'altezza totale è di 13 cm la larghezza di 40 cm.
Il formato è AA 000 AA.